# シットスキー

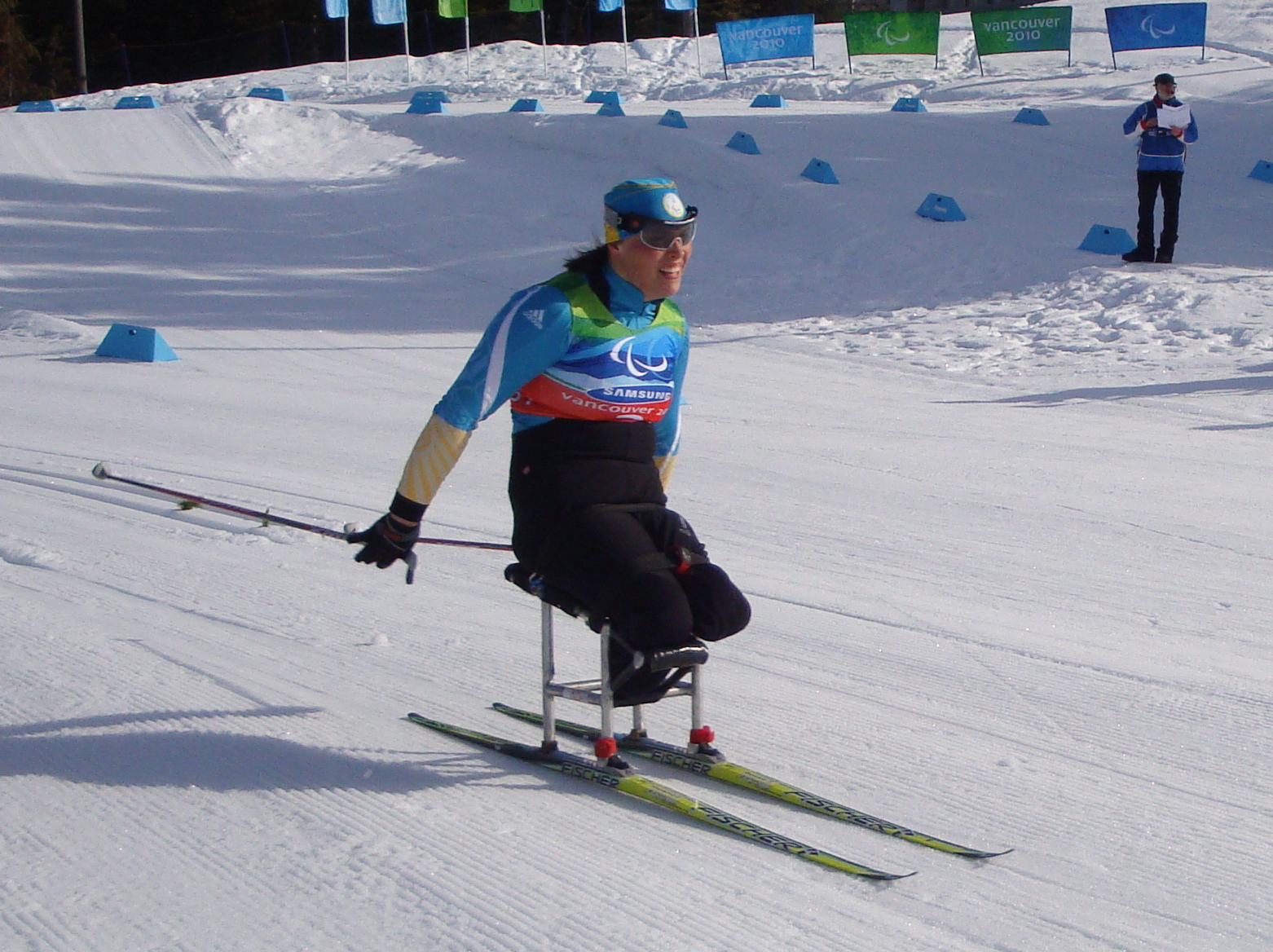
クロスカントリー競技

シットスキー（英語: sit-ski）は、障害者スポーツのうち、座位スキー競技またはその用具のこと。

## 概略
主に下肢に障害のあるスキーヤーがレジャーとして、または競技として、座席にスキー板を固定し、滑降やクロスカントリーなどを行う。斜面を滑降するものと平地を走破するものは、いずれも正式名称は「シットスキー」であるが、日本においては主にクロスカントリースキーで使用されるものを、シットスキーと呼ぶ。クロスカントリーのシットスキーにおいて、スキー板は2本であり、スプリング等を介さずに座席に固定されている。また健常者と同様のストックを使用する。なお、滑降で使用するサスペンション機構の付いた用具は日本においてはチェアスキーと呼ばれる。

### クロスカントリースキー
整地されたコースを腕の力だけで走破するもので、雪原のマラソンとも言われる。レジャーとしても行われ、ジュニア教室等も開催されている。

### バイアスロン
クロスカントリースキーのなかに、射撃を組み入れたレースであり、パラリンピックの正式種目となっている。